# John Shirreffs
John A. Shirreffs, född 1 juni 1945 i Fort Leavenworth, Kansas, är en amerikansk galopptränare, mest känd för att bland annat ha tränat Zenyatta.

## Karriär
Shirreffs, som är krigsveteran från Vietnamkriget, började träna fullblodshästar i Kalifornien 1978. Han har bland annat segrat i 2005 års upplaga av Kentucky Derby med Giacomo. 2007 segrade han tillsammans med Tiago, en halvbror till Giacomo, i Santa Anita Derby.
Tillsammans med stoet Zenyatta, som endast blev slagen en gång på 20 starter, segrade han i bland annat Breeders' Cup Ladies' Classic 2008 och Breeders' Cup Classic 2009.
I november 2009 blev Shirreffs den första tränaren att segra i både Ladies' Classic och Classic samma år, då Life Is Sweet segrade i Ladies' Classic och Zenyatta segrade i Classic.